# 겨울 나그네 (드라마)
겨울 나그네는 KBS 2TV에서 1990년 3월 28일부터 1990년 6월 21일까지 매주 수,목 밤 21시 50분에 방영되었던 드라마이다. 최인호의 1984년작 소설을 각색하여 드라마화한 작품인데 지나친 비속어 남발 등의 이유 탓인지 방송심의소위원회로부터 '주의' '담당PD에게 주의환기' 조치를 받았다.

## 출연진
- 손창민(한민우) : 의대본과 3학년[2], 기지촌 클럽 나이아가라 지배인/별명:샌님,피리부는소년
- 김희애(정다혜) : 불문과 3학년(1년 휴학 후 복학), 프랑스문화원 직원
- 정성모(박현태) : 경영학과 3학년[3], 연극연출가, 무역회사직원
- 최화정(정은영) : 제니, 기지촌 여성
- 김진해(민우 아버지)
- 권미혜(민우 계모)
- 남일우(의대교수)
- 이신재 : 불어과교수
- 윤미라(김영숙, 로라 킴) : 기지촌 포주, 민우 친모 언니
- 정운봉 : 기지촌 건달, 로라의 오른팔
- 백윤식(한상우) : 민우 이복형, 아버지회사의 전무[4]
- 유가영(민우 이복형수)
- 김복희(목포옥 주인)
- 이경희(목포옥 기생)
- 엄유신(최말숙) : 다혜 어머니
- 이미나(다혜 여동생)
- 박시영(창수) : 기지촌 건달
- 조재훈(임영식) : 현태하고 같은 회사 동료
- 이종만 : 다혜 & 현태 결혼식 주례신부
- 정태우(아역) : 민우 어린시절 역, 민우의 아들 영철 역
- 박정수(불어과교수)
- 박칠용 : 민우집의 일을 봐주는 사람, 통칭 강씨아저씨
- 이한위 : 빚쟁이가 보낸 깡패
- 유병준(형사)
- 최헌철(죄수)
- 조은덕(현태 하숙집 주인)
- 서상익, 김창봉, 김하림(면접관)
- 김옥만(마약거래상)
- 고광우, 고아라, 권혁호, 김대환, 김원미, 김재준, 류순철, 박태민, 방숙례, 서원미, 서주희, 손혜경, 송경희, 양재성, 양형호, 윤관용, 이두섭, 이영, 이용진, 이유나, 이원발, 이정돈, 이필수,장기용, 이화영, 장행섭, 정재은, 조동신, 조재현, 홍영미